# Dispositif de harcèlement acoustique
Pour les articles homonymes, voir AHD.
Un dispositif de harcèlement acoustique (en anglais, acoustic harassment device ou AHD) est capable de produire un son puissant pour communiquer ou gêner ceux qui s’en approchent. Ces dispositifs peuvent prendre des formes très différentes et être utilisés dans de nombreuses situations.  
Fonctionnant comme des haut-parleurs, ils s’en distinguent par une volonté de contrarier ceux qui s’en approchent. On les retrouve notamment sous forme d’arme non létale, dans le maintien de l’ordre donc, et utilisés contre des animaux.

## Utilisation

### Une arme non-létale
L’utilisation du dispositif de harcèlement acoustique est apparue dans les années 2000, à la suite de l’attentat contre l'USS Cole, bâtiment de la marine américaine, dans le port d’Aden au Yémen. Il est alors apparu à la Navy la nécessité de doter ses navires d’un moyen de communiquer avec toutes les embarcations sur des distances de près d’un kilomètre et d’éventuellement de pouvoir les dissuader de continuer. Un tel dispositif aurait pu être utilisé contre l’embarcation terroriste qui transportait les explosifs. 
Pour répondre à cette demande, the American Technology Corporation développe en 2003, son premier Long Range Acoustic Device (LRAD).  Sous le nom de LRAD Corporation, le laboratoire a continué à commercialiser différents modèles du LRAD, un modèle de Canon à son, pour différentes utilisations. Le LRAD-100X est ainsi un modèle portable, capable de produire un son de jusqu’à 137 dB, pour une dimension de 35 × 35 × 16,5 centimètres. Le LRAD-1000Xi est légèrement plus puissant, émettant jusqu’à 153 dB, pour une dimension de 90x101x33 centimètres, destiné à être semi-fixe. Ces deux modèles nécessitent un opérateur pour le manœuvre. Le LRAD-RX, plus large que le 1000-Xi, est quant à lui mobile sur son socle et peut-être manœuvré à distance, équipé de plus d’une caméra fixe. Ces deux derniers modèles peuvent émettre dans un angle compris entre 1 et 60 degrés. En 2008, The Ultra Electronics et the Undersea Sensor Systems Inc. (USSI) rejoignent le marché en lançant leur propre  dispositif de harcèlement acoustique, à travers la branche HyperSpike. Nombre de leurs modèles bénéficient d’une précision très importante, entre 5 et 15 degrés pour des modèles comme l’HyperShield, qui émet jusqu’à 140 dB, ou l’HS-161, dont le niveau sonore peut attendre 161 dB. Le groupe détient actuellement le record enregistré au Livre Guinness des Records pour le niveau sonore que peut atteindre leurs dispositifs, jusqu’à 182,2 dB. Il propose aussi des modèles commandés à distance, comme le HS-18 RAHD. 
Les exemples d’utilisation de ces « canons à son » ne manquent pas, puisque les différents dispositifs sont utilisés par les forces armées américains, les marines française et malaisienne ou encore certaines unités de la police américaine. Le LRAD a par exemple été déployé aux Jeux olympiques d'été de 2012, au sommet du Groupe des vingt à Pittsburgh, sur de nombreux navires de la marine américaine, comme l’USS Typhoon et en Afghanistan. Des modèles du groupe HyperSpike ont été par exemple été déployés après des matches des Lakers de Los Angeles en 2010 ou sur certains sites en Afghanistan. 
Le boitier  Mosquito peut aussi être considéré comme un dispositif de harcèlement acoustique. Il génère en effet à un niveau sonore élevé (85 dB) des sons aux fréquences particulièrement élevés pour empêcher les rassemblements.

### Un répulsif à animaux
Les dispositifs de harcèlement acoustique peuvent aussi être utilisés pour éloigner des animaux prédateurs (phoques, loutres, dauphins, marsouins, etc.) de cages d'élevages  aquacoles en mer. Ils sont généralement fixés sur les cages d’élevage. On leur reproche cependant de contribuer au phénomène de pollution sonore des océans, et à la différence des pingers, d'être assez puissants pour causer des lésions irréversibles (selon le temps d'exposition et la proximité de l'animal) au système auditif des cétacés.
Plus généralement, de tels dispositifs sont utilisés pour repousser les oiseaux de certains sites, comme de plateformes d’exploitations pétrolières dont certaines se sont équipées en LRAD. Après en avoir installé, l’entreprise Canadian Natural Resources n’a par exemple eu à déplorer aucune mort d’oiseaux durant la migration du printemps 2010 sur son site Horizon Oil Sands Mine. Les oiseaux sont aussi particulièrement dangereux dans les aéroports, comme l’a montré le crash sur l’Hudson River du Vol 1549 US Airways, parfois équipés eux aussi de AHD.
LRAD Corporation et HyperSpike se sont lancés pour répondre à cette demande, dans la conception d’AHD émettant de façon égale dans toutes les directions, comme respectivement les LRAD 360X et  MA-1. 